# Rana oatesii
Humerana oatesii là một loài ếch trong họ Ranidae. Chúng là loài đặc hữu của Myanmar.
Các môi trường sống tự nhiên của chúng là sông, đầm nước ngọt, và đầm nước ngọt có nước theo mùa. Loài này đang bị đe dọa do mất môi trường sống.